# Nationalcharakter

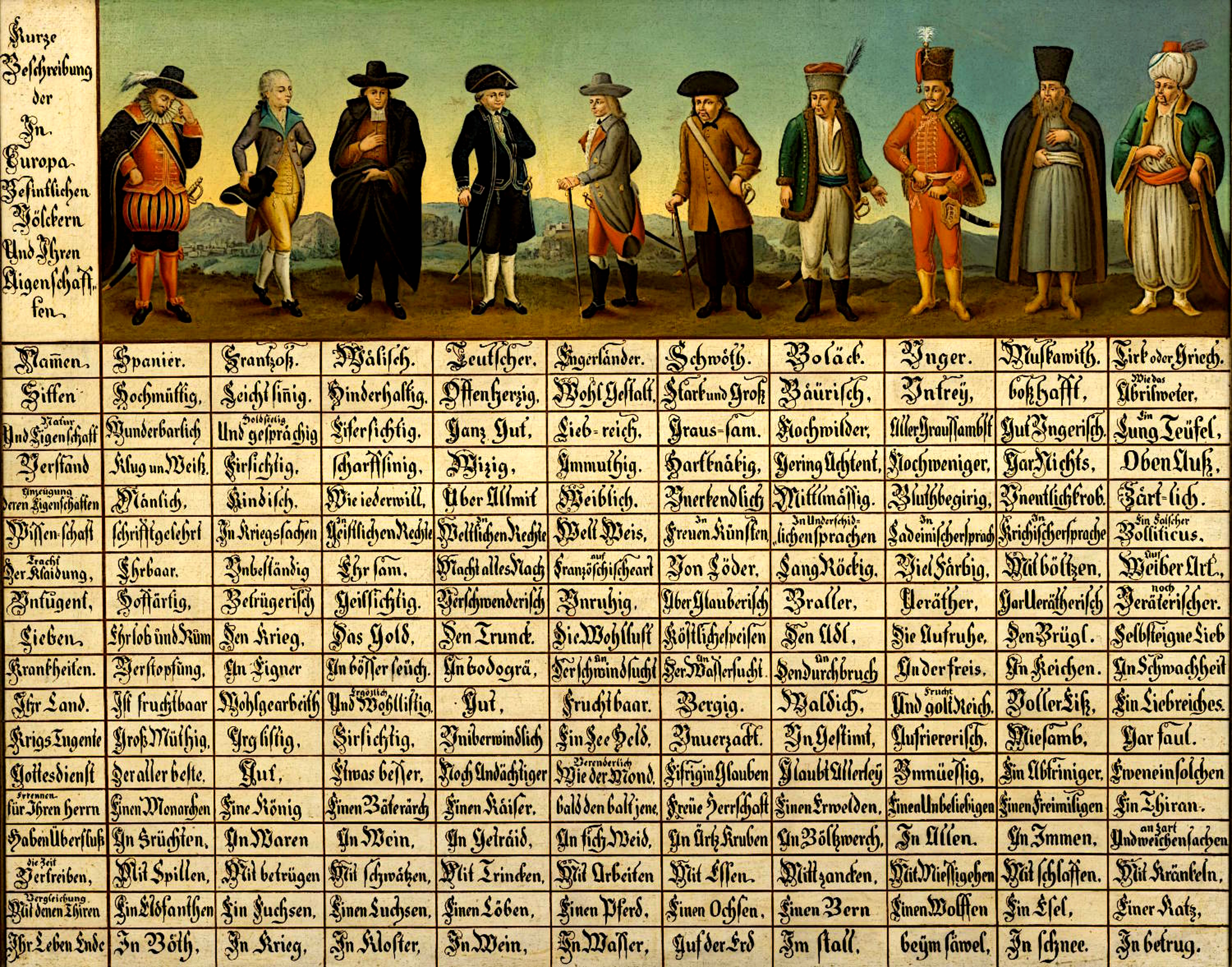
Kurze Beschreibung der In Europa Befintlichen Völckern Und Ihren Aigenschafften (anonymes Gemälde, um 1725)

Als Nationalcharakter wird die Zuordnung von Stereotypen zu Nationen verstanden, die zum einen Grundlage für Vorurteil oder Diskriminierung darstellen können, zum anderen der Stiftung von Identitäten dienen. Diese nationalen Stereotypen dienen aus sozialpsychologischer Perspektive der vereinfachenden Charakterisierung von Menschengruppen, die mit der Aufteilung der Welt in eine begrenzte Anzahl von unterscheidbaren „Völkern“ und „Nationen“ dazu beiträgt, die Komplexität der sprachlich-kulturellen Heterogenität der Welt zu vereinfachen. Neben ihrer individualpsychologischen Funktion sind nationale Stereotype im Sinne eines Nationalcharakters Bestandteile des kollektiv geteilten Wissens und materialisieren sich überindiviuell und intersubjektiv in unterschiedlichen sprachlichen und bildlichen Produkten. Nationalcharaktere beziehungsweise deren Konstruktion und Wirkung werden vor allem von der Kultursoziologie und Volkskunde beforscht.
Historisch entwickelte sich das Konzept eines Nationalcharakters aus protowissenschaftlichen Vorstellungen wie sie sich in den Völkerdarstellungen des 17. und 18. Jahrhunderts zeigten. Ein Beispiel ist etwa die Graphik Lamentable Discurs verschiedener Nationen, das einen Deutschen, einen Mailänder, einen Neapolitaner und einen Sizilianer in jeweils „nationaltypischer“ Kleidung bei der Diskussion über die Folgen des polnischen Erbfolgekrieges zeigt. Die dargestellten psychischen und kulturellen Eigenschaften zur Unterscheidung zwischen den „Völkern“ wurden theoretisch mit der Temperamentenlehre, auf der schließlich die Klimatheorie mit ihrer Vorstellung des Zusammenhangs von klimatischen Bedingungen und psychischen sowie moralischen Eigenarten aufbaute, begründet. Diese Vorstellungen fanden etwa in dem Kupferstich Aigentliche Vorstellung und Beschreibung der Führnehmsten in EUROPA befindlichen Land-Völcker, dem sogenannten Leopold-Stich, der zwischen 1719 und 1726 in Augsburg geschaffen wurde, oder dem Gemälde Kurtze Beschreibung der In Europa befintlichen Völckern und Ihren Aigenschafften, das zwischen 1730 und 1740 in der Steiermark angefertigt wurde, Ausdruck. Der Vergleich der europäischen Völker anhand eines Rasters typischer Charakteristika entsprach dabei dem klassifizierenden Ansatzes der Naturgeschichte im 18. Jahrhundert. Dieser methodische Ansatz verlor im Laufe des 19. Jahrhunderts zwar an Legitimation, lebte aber in der Zuschreibung von Stereotypen fort. Mit der beginnenden Moderne trat zunehmenden die identitätsstiftende Funktion solcher Stereotype in den Vordergrund.
Von den protowissenschaftlichen Vorstellungen setzte sich die Nutzung des Konzepts des Nationalcharakters in den Sozialwissenschaften ab. So diente die Nationalcharakterforschung im Zweiten Weltkrieg zur psychologischen Kriegsführung und wurde im nachrichtendienstlichen Kontext genutzt. Obwohl der Nationalcharakter ab Mitte des 20. Jahrhunderts in den Sozialwissenschaften zurücktrat, gab es auch weiterhin Versuche, ihn als theoretisches Konzept zur Erfassung kulturspezifischer Unterschiede zwischen national definierten Gruppen zu verwenden. So bezog sich etwa der polnische Soziologe Edmund Lewandowski Mitte der 1990er Jahre auf den Nationalcharakter als „das für die Mehrheit einer Gesellschaft gemeinsame, geschichtlich gestaltete und von Generation zu Generation aufbewahrte Ensemble von Einstellungen und Verhaltensmustern“.